# Argumentum ad vanitatem
Argumentum ad vanitatem (łac. argument odwołujący się do próżności) – pozamerytoryczny sposób argumentowania, w którym dyskutant wykorzystuje próżność drugiej strony w dyskusji, drogą umiejętnie dawkowanych, mniej lub bardziej zasadnych, pochlebstw, celem uzyskania akceptacji wygłaszanego poglądu.

## Przykłady
- W dyskusji padają zwroty typu: „nie ulega wątpliwości pańska głęboka i wszechstronna znajomość problemu…”, „pan jako ekspert w tej dziedzinie, doskonale wie, że…”, „jako człowiek inteligentny na pewno pan rozumie, że…”, po których następuje podanie własnego poglądu i oczekiwanie, że zjednany komplementami dyskutant bez zastrzeżeń zaakceptuje nasze stanowisko.